# Theodor Baums

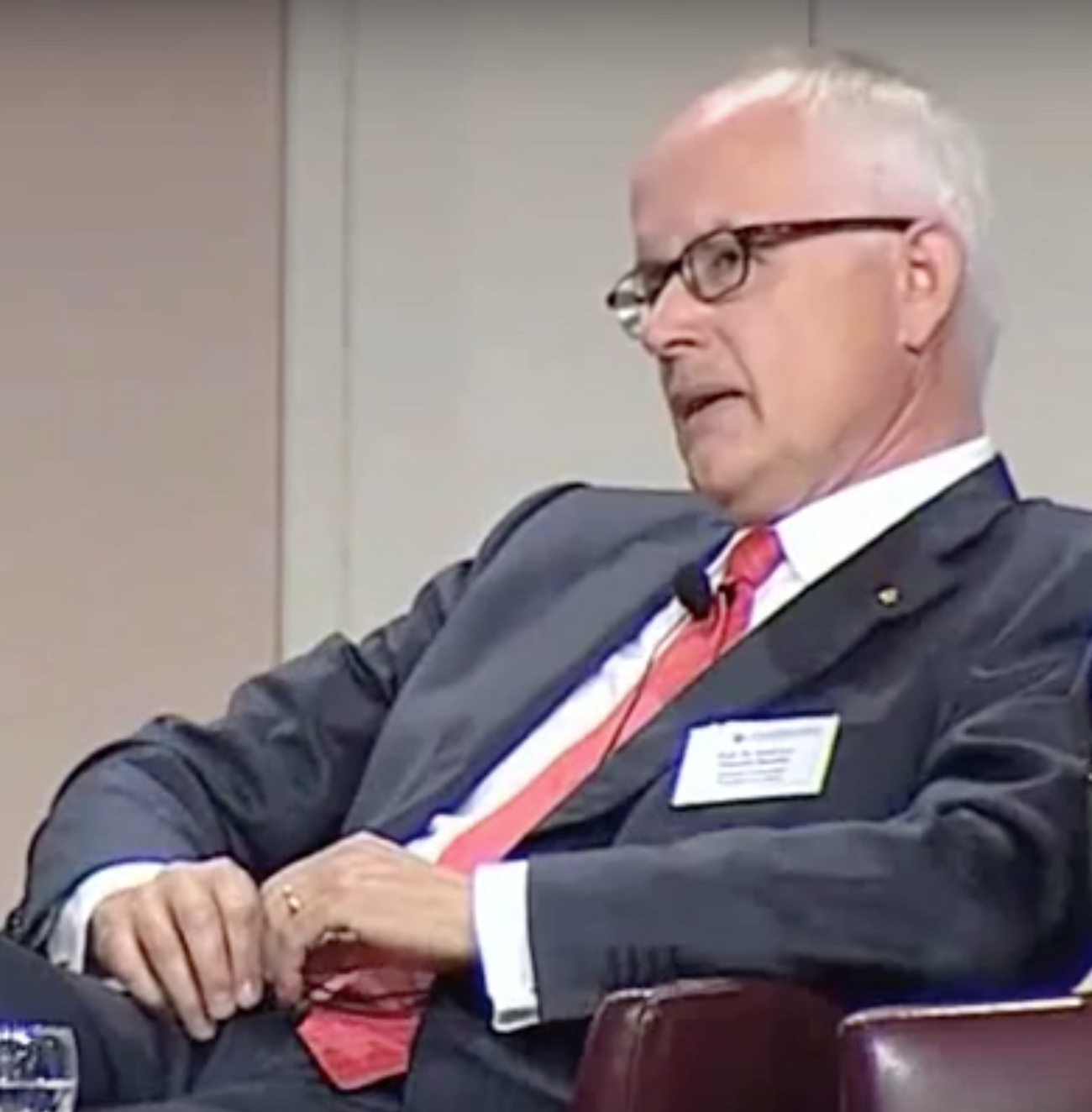
Theodor Baums (2010)

Theodor Baums (* 29. April 1947 in Birresborn/Eifel) ist emeritierter Professor für Wirtschaftsrecht an der Johann Wolfgang Goethe-Universität Frankfurt am Main.

## Werdegang
Nach Schulbesuch und Grundwehrdienst studierte Theodor Baums Rechtswissenschaften und katholische Theologie an der Universität Bonn. Das juristische Studium schloss er 1974 mit dem ersten juristischen Staatsexamen ab. Dem juristischen Vorbereitungsdienst von 1974 bis 1977 folgten das zweite juristische Staatsexamen und die Teilnahme am Steuerrechtslehrgang des Instituts für Steuerrecht der Rechtsanwaltschaft. In den Folgejahren bis 1985 war er wissenschaftlicher Assistent am Institut für Handels- und Wirtschaftsrecht der Universität Bonn (Lehrstuhl Ulrich Huber). Dort entstanden die Dissertation (1980; Universitätspreis) und die Habilitationsschrift (1985).
Theodor Baums wurde 1986 auf eine Professur für Bürgerliches Recht und Wirtschaftsrecht an die Westfälische Wilhelms-Universität in Münster berufen, von 1987 bis 2000 war er Professor für Bürgerliches Recht, Handels- und Wirtschaftsrecht an der Universität Osnabrück. In den Jahren 1990 und 1991 war Theodor Baums Visiting Scholar an der University of California in Berkeley als Akademiestipendiat der VW-Stiftung. In den Folgejahren schlossen sich dem Gastprofessuren an den Universitäten Wien (1992), Stanford (1994) und Columbia/New York (1999) an.
1991 erhielt Theodor Baums einen Ruf auf das Ordinariat für Handelsrecht der Universität Bern, den er jedoch ablehnte. In der Folge gründete und baute er das Institut für Handels- und Wirtschaftsrecht der Universität Osnabrück auf, dessen Direktor er von 1992 bis 2000 war. 1994/1995 war Theodor Baums Dekan des Fachbereichs Rechtswissenschaften der Universität Osnabrück. 1997–2003 übernahm er zusätzlich Lehraufträge im Wirtschaftsrecht an der EBS Universität für Wirtschaft und Recht. Nach dem Sommersemester 2000 folgte Baums einem Ruf auf den Lehrstuhl für Bankrecht der Johann Wolfgang Goethe-Universität in Frankfurt am Main.
Neben seiner wissenschaftlichen Tätigkeit übernahm Theodor Baums seit Anfang der 1990er Jahre zahlreiche weitere neben- und ehrenamtliche Aufgaben und setzte sich insbesondere maßgeblich in der wissenschaftlichen Politikberatung ein. Neben einer Beratungstätigkeit für die Weltbank (1992–1995; Banksysteme in Entwicklungsstaaten) und für die Monopolkommission wirkte er in zahlreichen Anhörungen des Bundestages und der Fachministerien mit. 1999 war Theodor Baums Initiator und Mitglied der Frankfurter Grundsatzkommission „Corporate Governance“; im selben Jahr wurde er vom Bundeskanzler in die von diesem geleitete Regierungskommission „Übernahmegesetz“ (1999–2000) berufen. Im Jahr 2000 war Theodor Baums Hauptgutachter des 63. Deutschen Juristentags. Im selben Jahr wurde er von Bundeskanzler Gerhard Schröder zum Vorsitzenden der Regierungskommission „Corporate Governance – Unternehmensführung – Unternehmenskontrolle – Modernisierung des Aktienrechts“ (2000–2001) bestellt, deren Empfehlungen vom Gesetzgeber und von der Regierungskommission zur Entwicklung eines Deutschen Corporate Governance Kodex weitgehend übernommen und umgesetzt wurden.
Theodor Baums prägte auch in der Folge maßgeblich die rechtspolitische Entwicklung in diesem Bereich durch zahlreiche Veröffentlichungen und Vorträge sowie Beratung der Gesetzgebungsorgane; ferner als Initiator und Mitglied des Arbeitskreises Abschlussprüfung und Corporate Governance (2002–2003); als Initiator und Mitglied des Arbeitskreises Asset Management und Corporate Governance (2004); als Mitglied des Fachbeirats der Bundesanstalt für Finanzdienstleistungsaufsicht (BaFin) (2002–2008); als Corporate Governance – Beauftragter des Vorstands der Deutschen Bundesbank (2004–2008); als Mitglied des Beirates der Deutschen Prüfstelle für Rechnungslegung e. V. (2005–2009 und 2014–2015) und als sachverständiger Berater der Regierungskommission „Reform des Mitbestimmungsrechts“ (2005–2006). 2002–2011 war Baums ferner Mitglied des Präsidiums der Deutschen Schutzvereinigung für Wertpapierbesitz. 2005 berief ihn die Europäische Kommission in ihren Beirat für Corporate Governance und Gesellschaftsrecht (2005–2008; 2010–2011 deutsches Mitglied der Company Law Expert Group der EU-Kommission). Von 2009 bis 2020 gehörte Baums der Regierungskommission Deutscher Corporate Governance Kodex an.
An der Universität Frankfurt/Main ergriff Theodor Baums 2001 die Initiative zur Gründung des Institute for Law and Finance (ILF), das sich in der Folge zu einer renommierten Ausbildungs- und Forschungsinstitution entwickelte. 2006–2011 hatte Baums dort eine von der DekaBank und der Helaba gestiftete Forschungsprofessur für Bank- und Kapitalmarktrecht inne. Seit 2002 ist Baums ferner Fellow des European Corporate Governance Institute (ECGI) in Brüssel; 2006 wurde er als wissenschaftliches Mitglied (Fellow) an das Wissenschaftskolleg zu Berlin für das akademische Jahr 2008/2009 berufen.
Nach seinem Eintritt in den Ruhestand (2013) hat er bis 2015 eine Seniorprofessur am Fachbereich Rechtswissenschaften der Goethe-Universität übernommen. Seit Gründung der Universität Luxemburg 2003 hat Baums dort am Aufbau der juristischen Fakultät in verschiedenen Funktionen mitgewirkt. Seit 2008 ist er dort professeur associé, 2014 bis 2019 war er Mitglied des Advisory Committee der Faculty of Law, Economics, and Finance.
Neben seiner wissenschaftlichen und politikberatenden Tätigkeit und organisatorischen Aufgaben an der Universität hat sich Theodor Baums vielfach als Berater in Beiräten und Aufsichtsräten von Unternehmen, als Gutachter, Schiedsrichter sowie in ehrenamtlichen Tätigkeiten engagiert. Von 1991 bis 2011 war er Of counsel der Anwaltssozietät Shearman & Sterling, seit 2017 ist er Of Counsel und Vorsitzender des Beirats der SZA Schilling, Zutt & Anschütz Rechtsanwaltsgesellschaft mbH.
Theodor Baums ist mit der ehemaligen Richterin Brigitte Baums-Stammberger verheiratet; sie haben zwei Söhne (* 1975 und 1977).

## Ehrungen
Theodor Baums erhielt 1980 den Universitätspreis für seine Dissertation; die EBS Universität für Wirtschaft und Recht verlieh ihm im Jahr 2002 die Ehrendoktorwürde (Dr. rer. pol. h. c.). Die Bundesministerin der Justiz würdigte 2005 sein Engagement durch die Verleihung des Euro Corporate Governance Leadership Award; 2006 verlieh ihm der Bundespräsident für seine Verdienste das Bundesverdienstkreuz 1. Klasse des Verdienstordens der Bundesrepublik Deutschland. 2008 ernannte ihn die Universität Luxemburg zum Professeur Associé. 2009 verlieh ihm die Aarhus School of Business die Ehrendoktorwürde (Dr. jur. h. c.). 2017 wurde er mit dem Dr. Michael Endres-Preis der Hertie School of Governance ausgezeichnet.

## Mitgliedschaften und Ernennungen
- Vorsitzender der Regierungskommission „Corporate Governance“ und Gutachter für die wirtschaftsrechtliche Abteilung des 63. Deutschen Juristentages
- Mitglied des Fachbeirats der BaFin und des Beirats der Europäischen Kommission für Gesellschaftsrecht und Corporate Governance[3]
- Mitglied der Regierungskommission Deutscher Corporate Governance Kodex von 2009 bis 2020[4]
- Mitglied des Beirats für Corporate Governance und Gesellschaftsrecht der Europäischen Kommission (2005–2008 sowie 2010–2011)
- Mitglied des Beirates der Deutschen Prüfstelle für Rechnungslegung (DPR) (2005–2009 sowie 2014–2015)
- Ethikberater des Vorstands der Deutschen Bundesbank[5]
- Gründer und Mitglied der European Model Company Act Group, die ein europäisches Modellgesetz für Kapitalgesellschaften entwickelt hat[6]
- Fellow des European Corporate Governance Institute (ECGI) in Brüssel[7]
- Ernennung zum Distinguished Fellow des „Instituts für Währungs- und Finanzstabilität/Institute for Monetary and Financial Stability“ (IMFS) der J. W. Goethe-Universität Frankfurt[8]
- Kuratoriumsmitglied bei Armenian General Benevolent Union Germany, der deutschen Dependance der AGBU[9]
- Seit 2023 korrespondierendes Mitglied der Akademie der Wissenschaften des Groherzogtums Luxemburg (Institut Grand-Ducal)[10]